# Gabriele Cimmino
Gabriele Cimmino (* 26. Februar 1971) ist ein italienischer Poolbillardspieler.

## Karriere
Bei der Jugend-Europameisterschaft erreichte Gabriele Cimmino 1989 den dritten Platz im 8-Ball.
Im Dezember 2006 erreichte er das Sechzehntelfinale der Spain Open, unterlag dort jedoch dem Deutschen Oliver Ortmann. Bei den German Open 2007 schied er im Achtelfinale gegen Tony Drago aus.
Im April 2008 gelang Cimmino der Einzug in die Finalrunde der 8-Ball-Weltmeisterschaft. Dort verlor er im Sechzehntelfinale gegen den Schweden Marcus Chamat. Zudem erreichte Cimmino 2008 das Achtelfinale der German Open und bei den Netherlands Open die Runde der letzten 32.
Im März 2010 wurde er bei der Europameisterschaft Siebzehnter im 8-Ball und kam im 9-Ball sowie im 14/1 endlos auf den 65. Platz.
2010 war Cimmino Teil der italienischen Mannschaft, die in der Vorrunde der Team-Weltmeisterschaft ausschied.